# Nîmes
Nîmes (wymowaⓘ, oksyt. Nimes, łac. Colonia Augusta Nemausus) – miasto w południowej Francji, w regionie Oksytania, stolica departamentu Gard. Miasto w granicach administracyjnych gminy liczy 148 104 mieszkańców, natomiast zespół miejski liczy 184 347 osób. Leży 50 km na północny wschód od Montpellier, z którym jest połączony koleją dużych prędkości TGV oraz autostradą A9.
Miasto jest ważnym ośrodkiem usługowym, głównie turystycznym (m.in. corridy w amfiteatrze z czasów rzymskich) i handlowym (targi mięsa, wina); przemysł obuwniczy, włókienniczy, spożywczy (winiarski), metalurgiczny. W Nîmes znajduje się założona w 1682 roku akademia nauk.

## Transport
Na obrzeżach miasta funkcjonuje regionalny port lotniczy Nîmes-Garons, z niewielką liczbą pasażerów. 42 km na południowy zachód położony jest port lotniczy Montpellier, który w 2019 roku obsłużył 2 mln pasażerów. Lotnisko nie obsługuje połączeń do Polski. 80 km na południowy wschód od miasta funkcjonuje międzynarodowy port lotniczy Marsylia (10,8 mln pasażerów w 2023 roku, z połączeniami do Krakowa i Wrocławia). 
Miasto jest obsługiwane przez kolej regionalną TER Occitanie oraz kolej dużych prędkości TGV, z połączeniem do Lyonu i Paryża (LGV Méditerranée–LGV Rhône-Alpes–LGV Sud-Est) oraz Montpellier (linia kolejowa Nîmes–Montpellier). W planach jest połączenie do Perpignan (linia kolejowa Montpellier–Perpignan), dzięki czemu miasto uzyska dostęp do linii wysokich prędkości łączących Francję i Hiszpanię. Ponadto, przebiega tędy linia kolejowa Saint-Germain-des-Fossés – Nîmes. Głównymi dworcami kolejowym w mieście jest Gare de Nîmes i Gare de Saint-Césaire.
Miasto i przedmieścia posiadają rozwiniętą sieć komunikacji autobusowej. W latach 1880−1950 funkcjonowały tramwaje w Nîmes.

## Historia
Nîmes ok. VI wieku p.n.e. było grodem celtyckiego plemienia Volcae Arecomici. W roku 120 p.n.e. miasto oddało się pod panowanie Rzymu bez stawiania oporu.
Oktawian August nadał miastu status kolonii. Pełny rozkwit Nîmes przeżywało w II wieku n.e. Kolejne najazdy, a ostatecznie zajęcie miasta w V wieku przez Wizygotów zakończyło okres prosperity.
W okresie średniowiecza mieszkańcy miasta przystosowali amfiteatr do potrzeb refugialnych. W wyniku tych działań stał się on fortecą. Inne rzymskie budowle były rozbierane, a uzyskany w ten sposób kamień używany jako dodatkowy budulec. W 725 roku miasto zostało podbite przez Arabów, a w 737 roku wyzwolone przez Karola Młota. Od X wieku znajdowało się pod panowaniem lokalnych hrabiów, a od 1185 hrabiów Tuluzy. Na początku XIII wieku Nîmes brało udział w krucjacie przeciwko albigensom. W 1226 zostało zajęte przez Ludwika VIII, natomiast w 1258 przyłączone do Korony francuskiej; podczas wojny stuletniej przechodziło kilkakrotnie z rąk do rąk. W owym czasie było ośrodkiem rzemiosła sukienniczego, później jedwabniczego.
W czasie wojen religijnych w XVI wieku Nîmes zostało opanowane przez hugenotów, było ich ważnym ośrodkiem. Po odwołaniu edyktu nantejskiego w 1685 roku wielu protestantów opuściło miasto, a część pozostałych przyłączyła się do kamizardów.

Panorama miasta. Widok z Tour Magne

## Klimat
| Miesiąc | Sty  | Lut  | Mar  | Kwi  | Maj  | Cze  | Lip  | Sie  | Wrz  | Paź  | Lis  | Gru  | Roczna |
| --- | ---- | ---- | ---- | ---- | ---- | ---- | ---- | ---- | ---- | ---- | ---- | ---- | ------ |
| Średnie temperatury w dzień [°C]                                                                               | 11,4 | 12,9 | 16,7 | 19,5 | 23,6 | 28,3 | 31,5 | 31,2 | 26,1 | 20,9 | 15,2 | 11,8 | 20,8   |
| Średnie dobowe temperatury [°C]                                                                                | 7,3  | 8,1  | 11,5 | 14,1 | 18,0 | 22,3 | 25,2 | 24,9 | 20,5 | 16,3 | 11,0 | 7,8  | 15,3   |
| Średnie temperatury w nocy [°C]                                                                                | 3,2  | 3,3  | 6,2  | 8,7  | 12,4 | 16,3 | 18,9 | 18,6 | 14,9 | 11,6 | 6,9  | 3,8  | 10,4   |
| Opady [mm] | 64,1 | 40,1 | 44,7 | 67,1 | 55,1 | 43,0 | 30,2 | 44,4 | 100  | 95,0 | 97,1 | 53,3 | 734    |
| Średnia liczba dni deszczowych                                                                                 | 5,8  | 4,9  | 5,0  | 6,8  | 6,0  | 4,4  | 3,0  | 3,6  | 5,2  | 6,4  | 7,8  | 5,7  | 65     |
| Średnie usłonecznienie [h]                                                                                     | 142  | 165  | 220  | 229  | 269  | 313  | 346  | 307  | 245  | 171  | 142  | 132  | 2680   |
| Źródło: Météo-France (liczba dni z opadami dla wartości 1 mm, 1991–2020, wysokość 59 m n.p.m., 44 km od morza) |      |      |      |      |      |      |      |      |      |      |      |      |        |

## Zabytki

### Amfiteatr
Wybudowany został w końcu I wieku n.e. i był jednym z największych amfiteatrów rzymskiej Galii. Obiekt ma ok. 133 m długości i ok. 101 m szerokości. Dwupiętrowa fasada sięga 21 m wysokości i posiada 60 arkad. Szacuje się, że amfiteatr mógł pomieścić ponad 20 000 widzów. W XIX wieku budowla odgrywała rolę slumsów, dając schronienie ok. 2000 osobom. Obecnie amfiteatr w Nîmes jest jedną z najlepiej zachowanych tego typu budowli.

### La Maison Carrée
Jedna z ważniejszych świątyń rzymskiego Nîmes, znajdująca się przy miejskim forum. Wybudowano ją w I wieku p.n.e. Dedykowana była Gajuszowi i Lucjuszowi Cezarowi – adoptowanym wnukom Oktawiana Augusta. Swoją nazwę zyskała w XVI wieku – w języku francuskim z tego okresu wyraz carré (kwadrat) używany był dla oznaczania różnych budowli zbudowanych na planie kwadratu. Obecnie budynek poddawany jest renowacji, a wewnątrz znajduje się sala w której wyświetlany jest film (w technologii 3D) dotyczący historii miasta.

### Le Temple de Diane
Tzw. świątynia Diany, właściwie była poświęcona Oktawianowi Augustowi i jego rodzinie. Budowla przylega do innego budynku, który prawdopodobnie pełnił funkcję biblioteki.

### La Tour Magne
Rzymska wieża obserwacyjna. Pierwotnie wchodziła w skład miejskich umocnień, górując nad miastem była jego najwyższą budowlą. Zbudowana na planie ośmiokąta, posiadała trzy piętra. Dziś wieża ma 32 m wysokości (jej najwyższa kondygnacja uległa zniszczeniu). Na wieży znajduje się punkt widokowy – oprócz panoramy miasta widoczne są Mont Ventoux oraz pasmo gór Alpilles.

### Bramy miejskie
Porte Auguste (łac. Porta Augusta) – najważniejsza brama rzymskiego Nîmes, przez którą przechodziła Via Domitia przecinająca miasto i prowadząca z Beaucaire do Hiszpanii. Do dziś zachowały się dwie większe arkady (dla wozów) oraz dwie mniejsze (dla pieszych). Pierwotnie brama posiadała dwie wieże warowne. Brama znajduje się na północny wschód od centrum miasta.
Porte de France (łac. Porta Hispania) – jednoarkadowa brama w południowo-wschodniej części miasta. Pierwotnie posiadała dwie półkoliste wieże warowne.

### Castellum divisorium
Pozostałości końcowej części akweduktu. Cylindryczna kamienna konstrukcja miała na celu rozdzielanie wody na obszar miasta przy pomocy systemu rur. Jest to jedna z dwóch najlepiej zachowanych tego typu konstrukcji w Europie (druga znajduje się w Pompejach).

### Katedra
Katedra Notre Dame et Saint Castor wzniesiona została w 1096 roku. Była wielokrotnie przebudowywana na przestrzeni wieków, lecz do dziś zachowała przykłady romańskich zdobień typowych dla południowej Francji.

### Pozostałe atrakcje turystyczne
- renesansowy ratusz (Hôtel de Ville) wybudowany w 1703 roku;
- beffroi z XVII wieku;
- muzea, m.in. Musée des Beaux-Arts i muzeum archeologiczne;
- galeria sztuki i centrum kultury „Carré d’Art”, wybudowane w latach 1984–1993 według projektu Normana Fostera;
- w pobliżu Nîmes znajduje się fragment rzymskiego akweduktu Pont-du-Gard (koniec I wieku p.n.e.).

### Galeria zabytków Nîmes

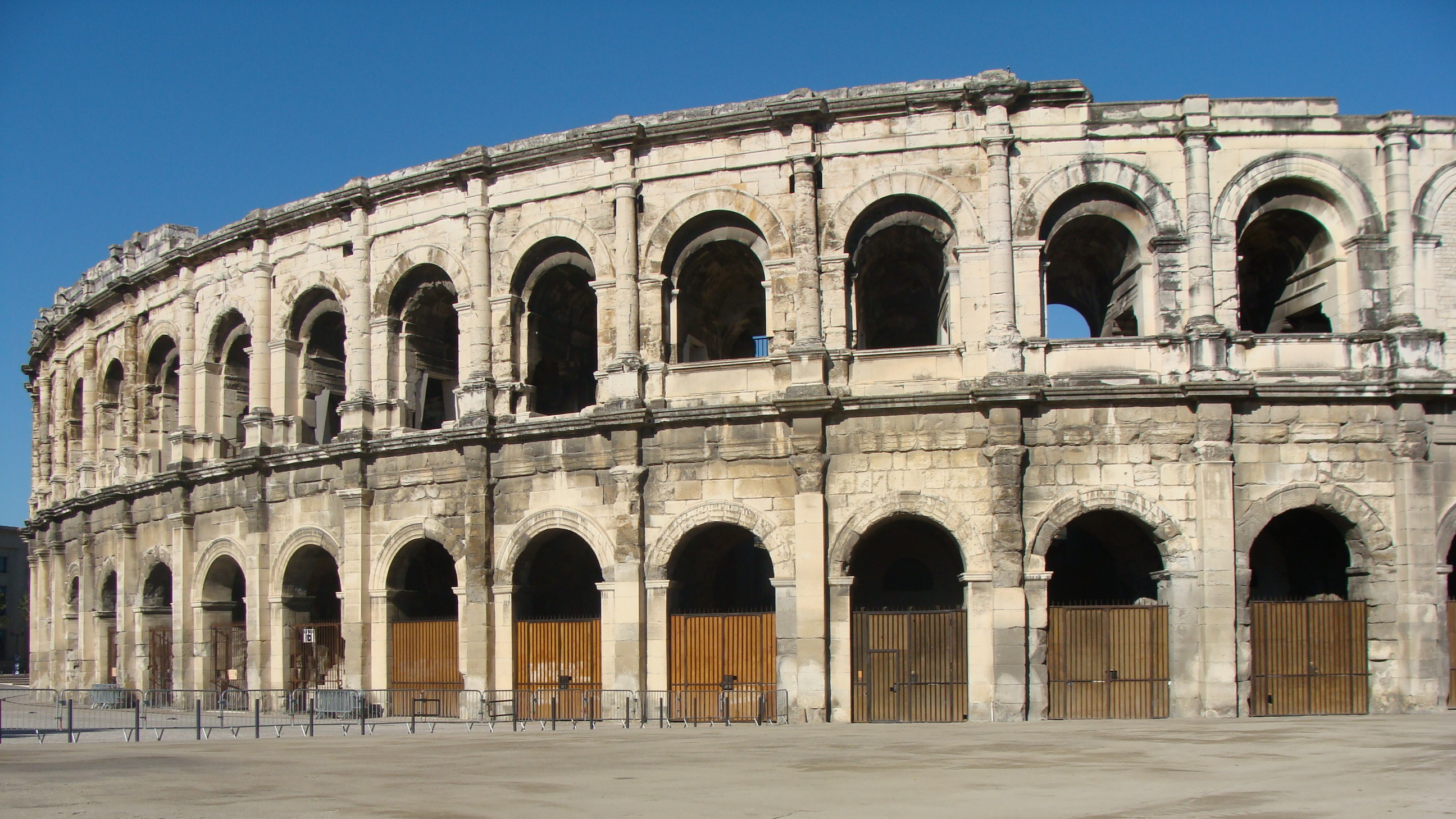
Amfiteatr
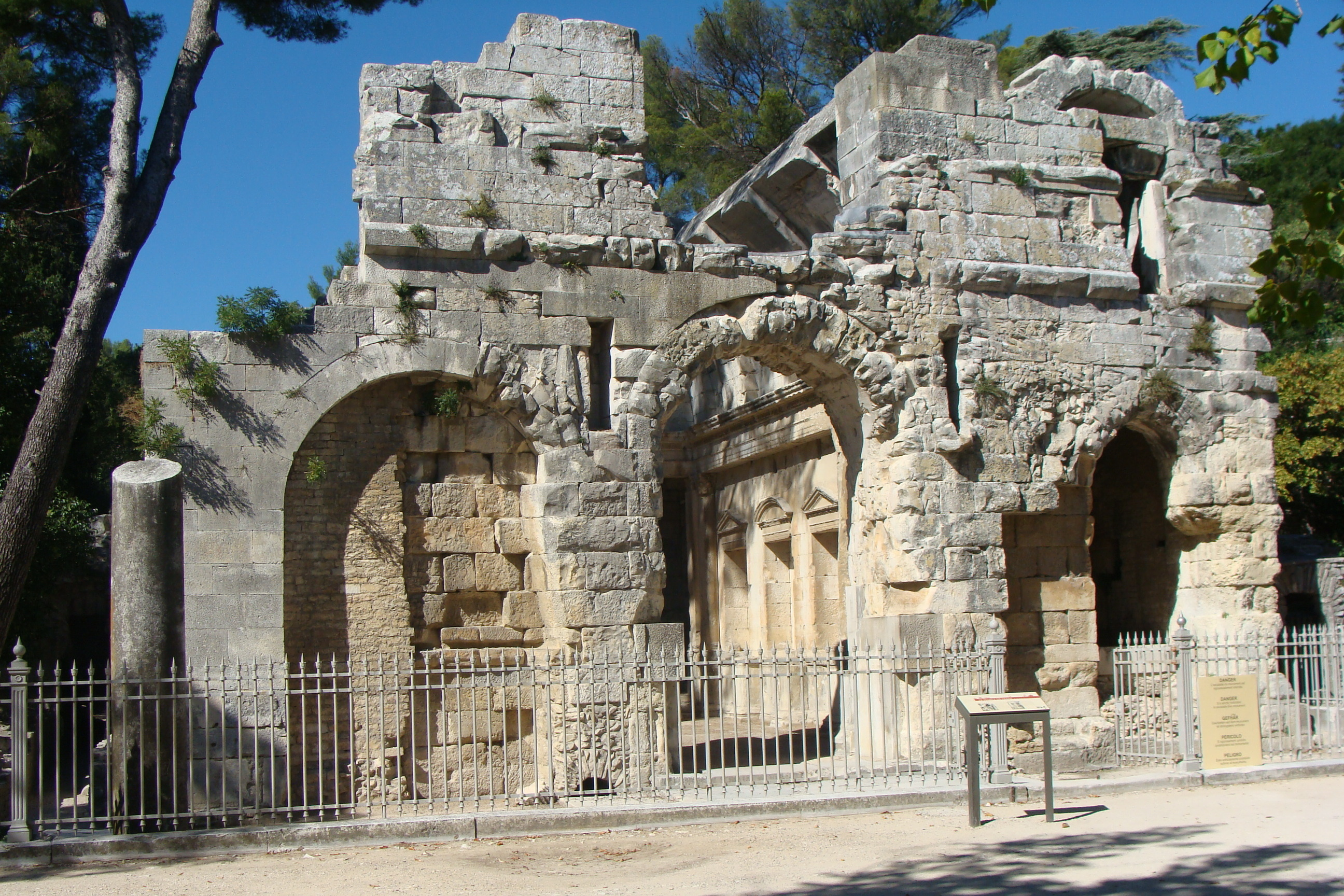
Temple de Diane
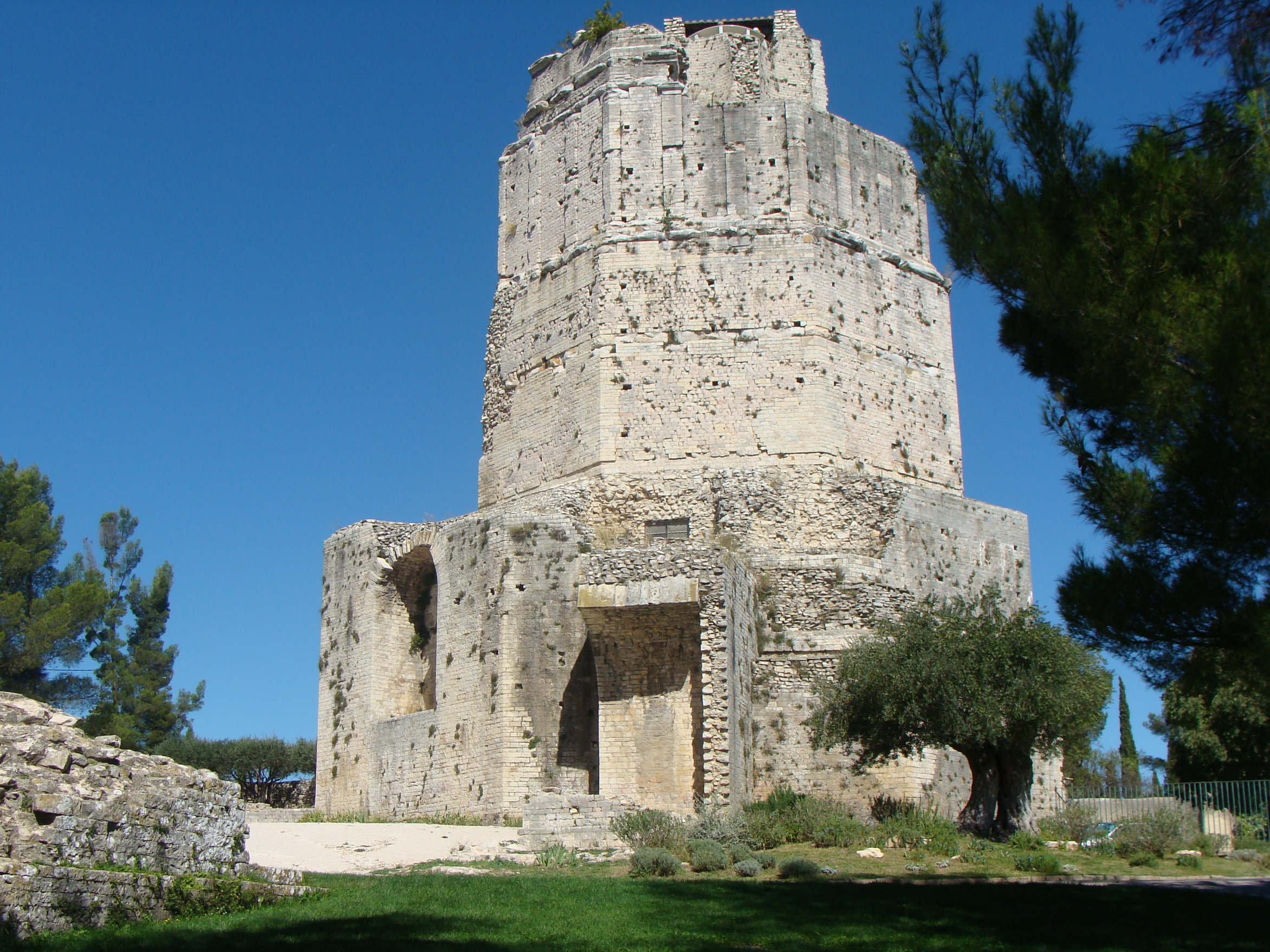
Tour Magne
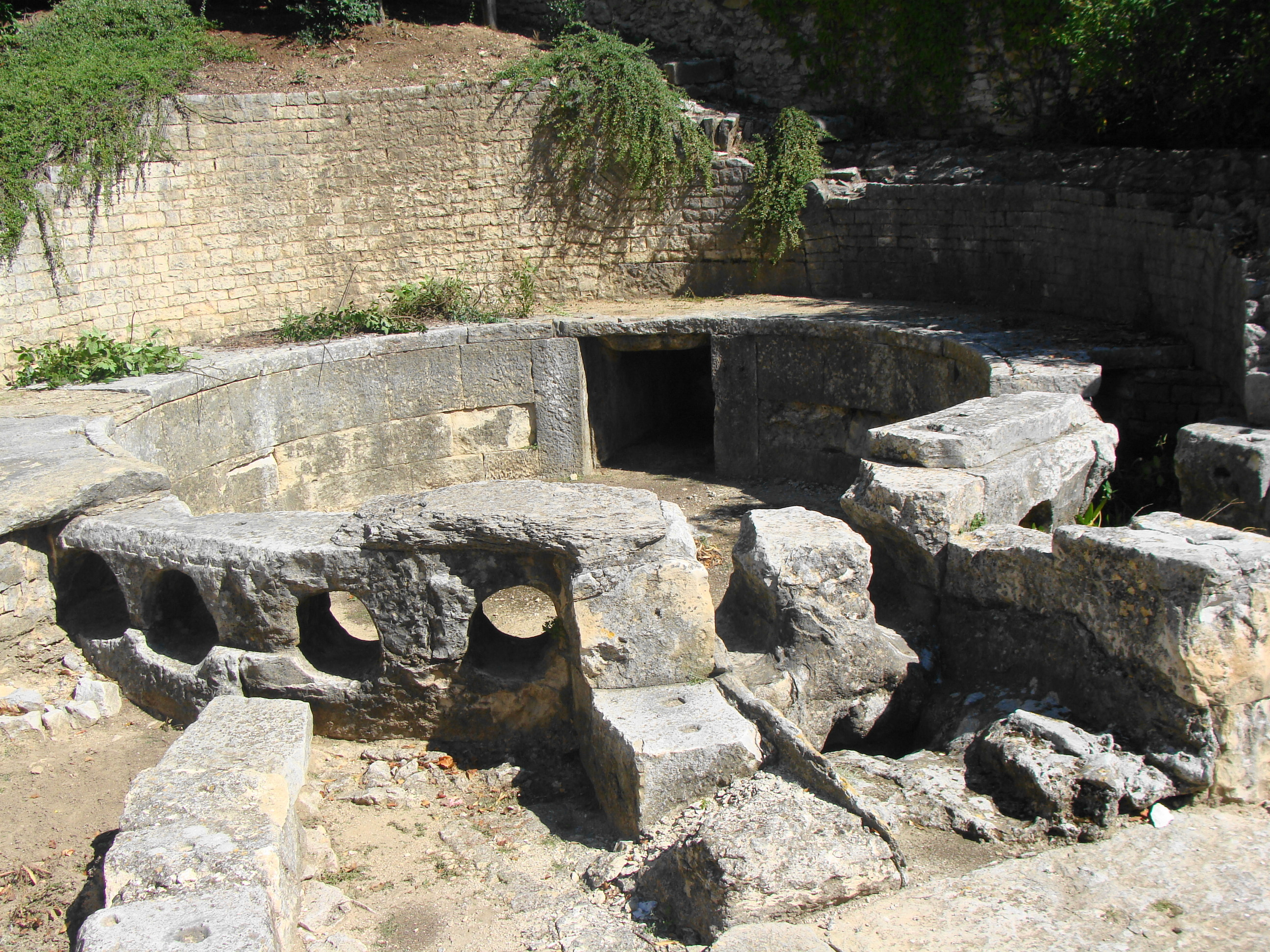
Castellum
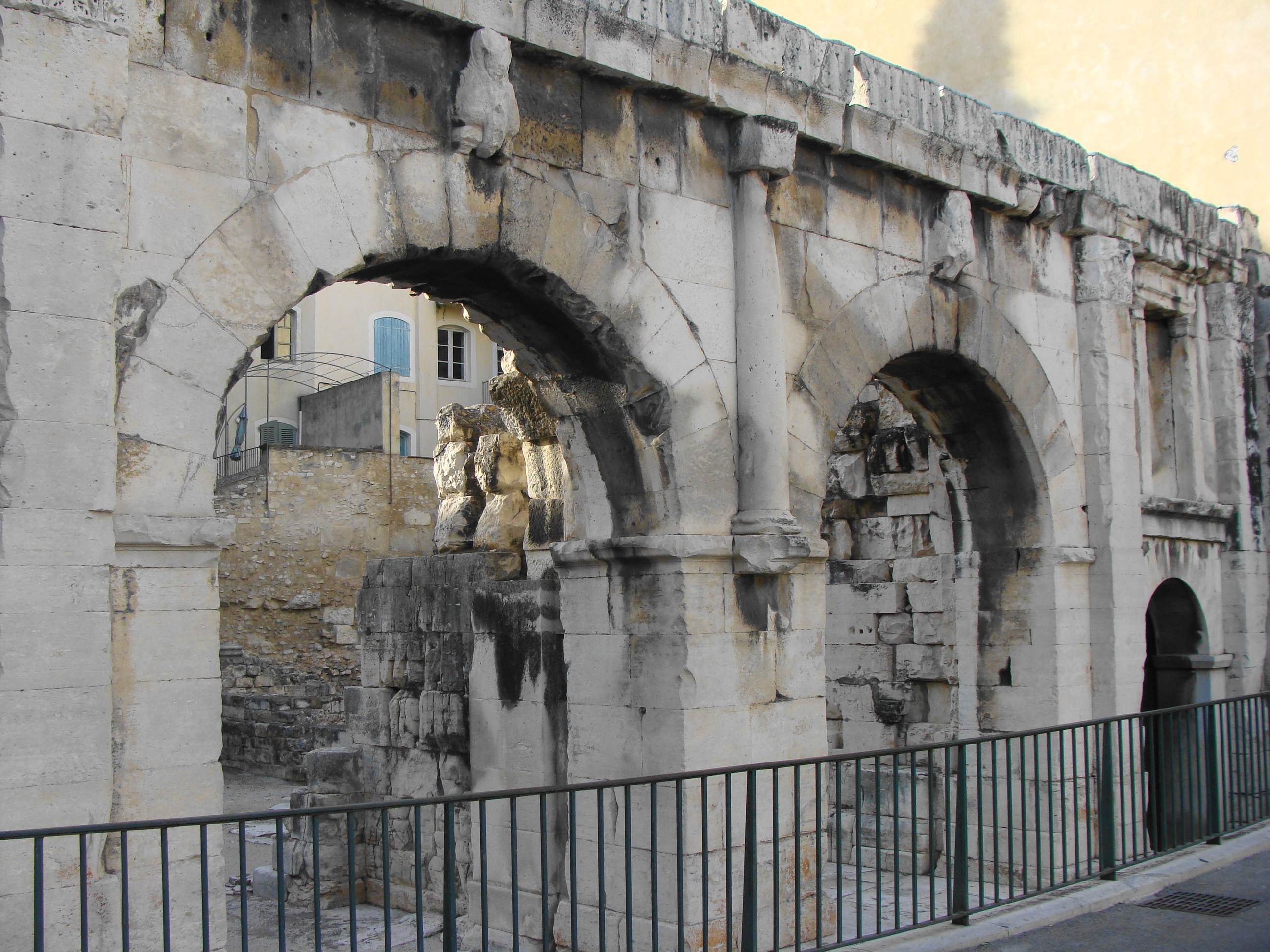
Porta Augusta
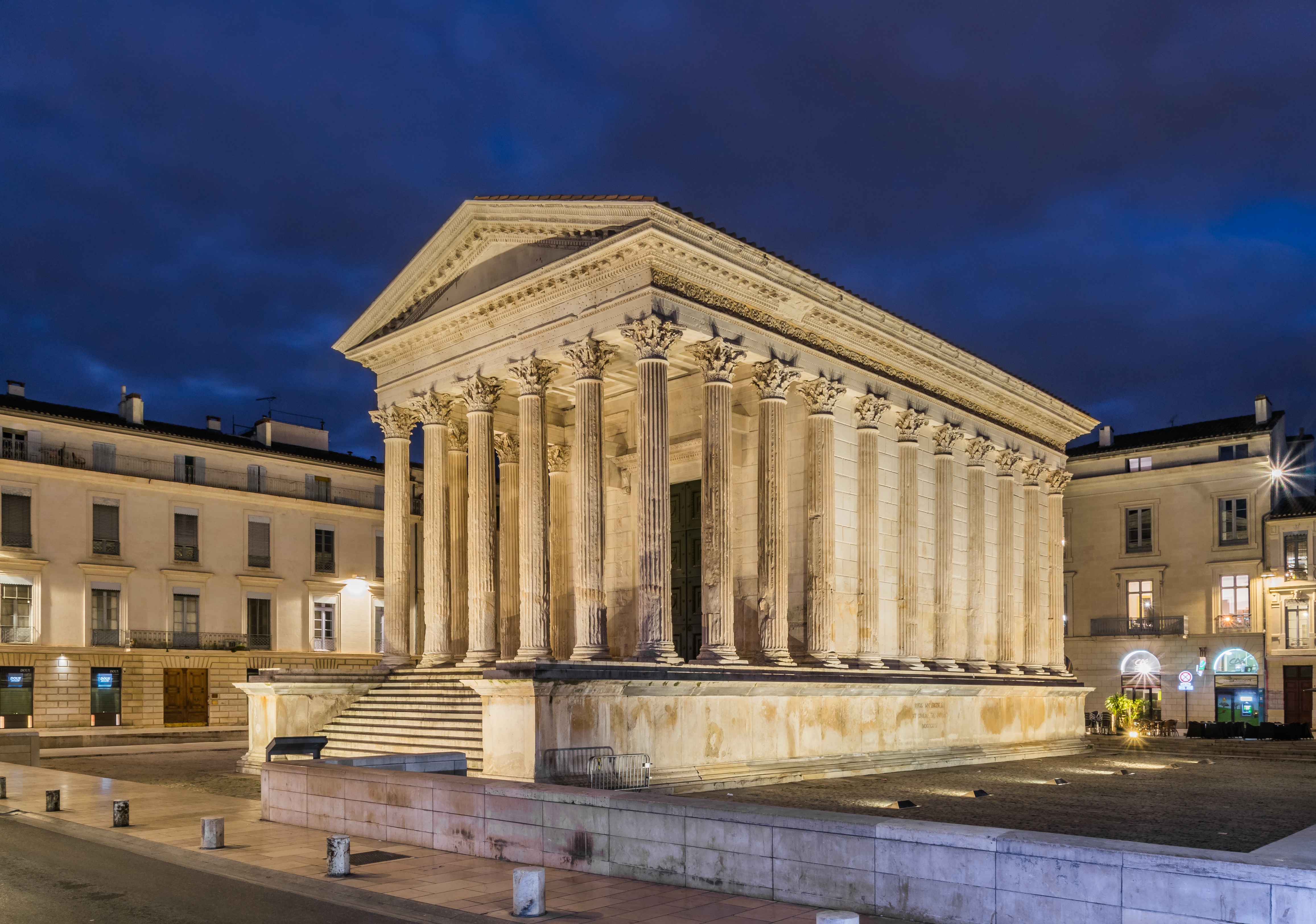
Maison Carrée
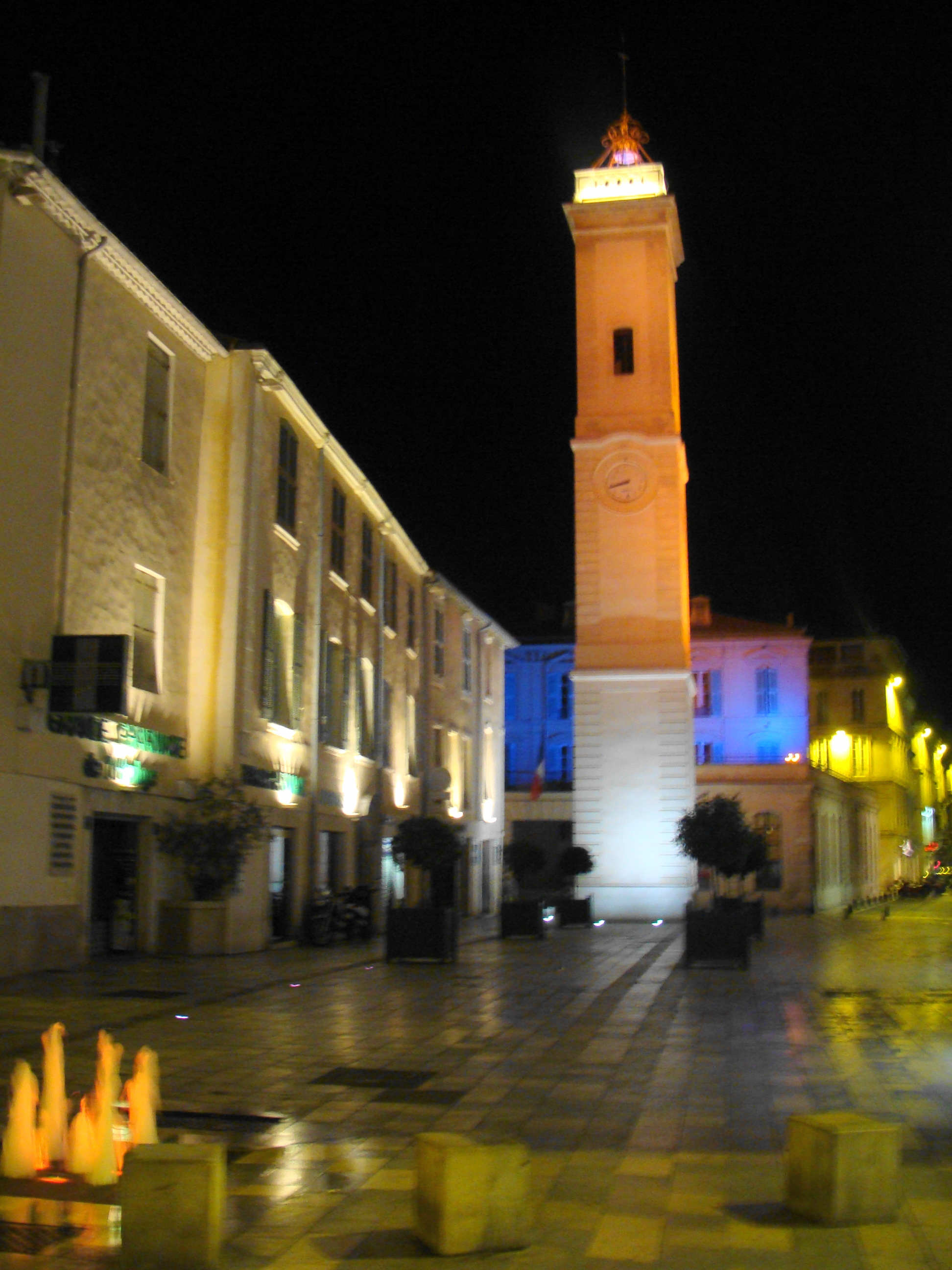
XV-wieczna wieża zegarowa
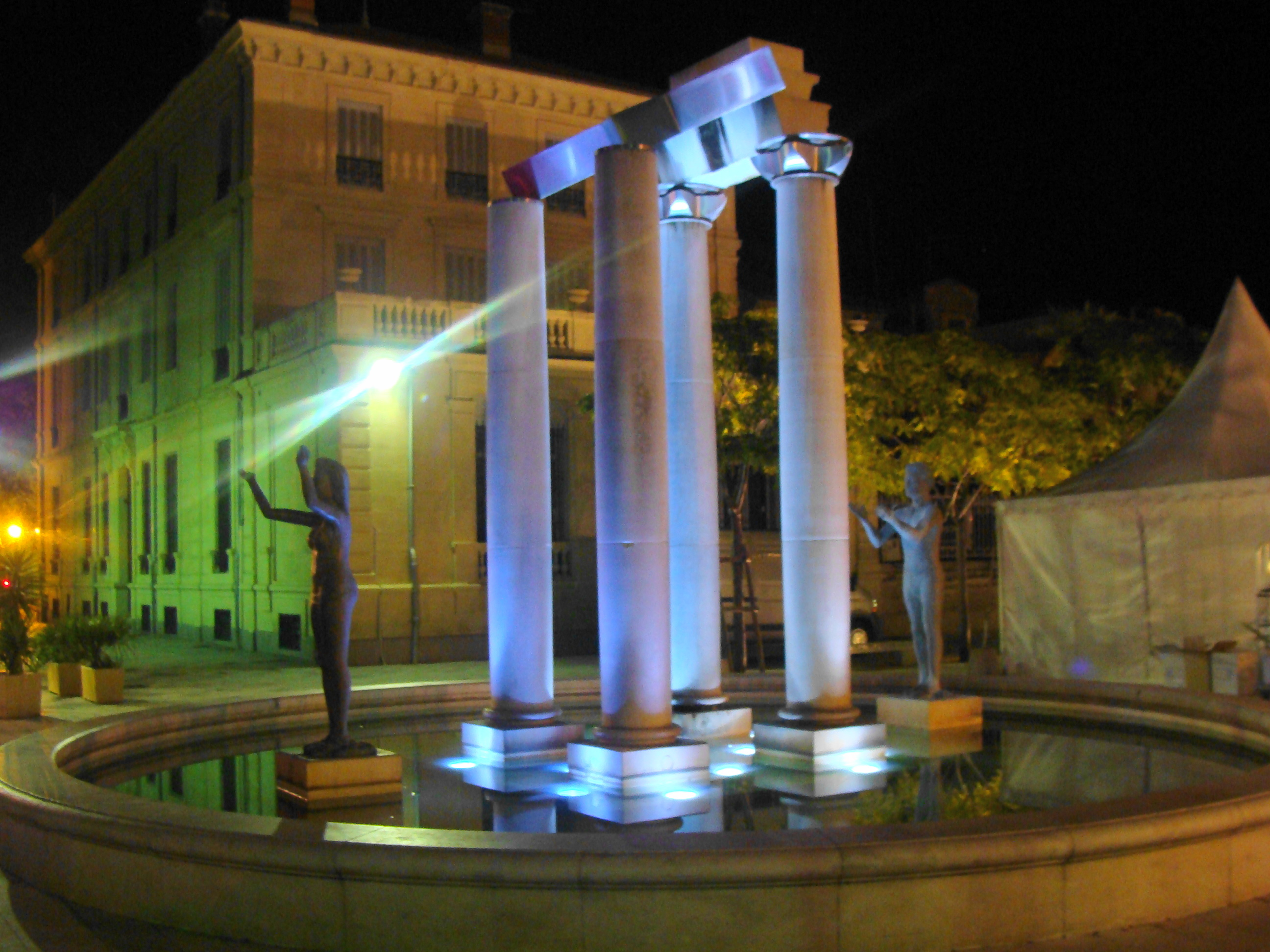
Pomnik na Place d’Assas (1989)

## Miasta partnerskie
| - Preston, Wielka Brytania - Werona, Włochy - Brunszwik, Niemcy - Praga, Czechy | - Frankfurt nad Odrą, Niemcy - Salamanka, Hiszpania - Riszon le-Cijjon, Izrael - Meknes, Maroko |